# Gemaal Poppekinderen
De Poppekinderen is een poldergemaal in Middelburg in de provincie Zeeland. 
Het gemaal Poppekinderen werd in 2008 gerealiseerd teneinde de waterkwaliteit en het waterbeheer in polder van Walcheren te verbeteren. Met de komst van dit gemaal ten noorden van Middelburg wordt het overtollige polderwater rechtstreeks op het Kanaal door Walcheren geloosd. Het water hoeft niet meer een langere route door de binnenstad van Middelburg te doorlopen om bij het oudere gemaal Boreel te komen. Naast het gemaal is een vispassage gemaakt zodat trekvissen het gemaal kunnen passeren.
In het gemaal staan twee elektrisch aangedreven schroefpompen met een capaciteit van 300 m³/minuut. De opvoerhoogte is zo’n drie meter. Het gebied waarvoor het gemaal de afvoer verzorgt is Noord-Walcheren en heeft een oppervlakte van 54 km².
Het gemaal valt onder het Waterschap Scheldestromen.